# Wildermeth (Familie)

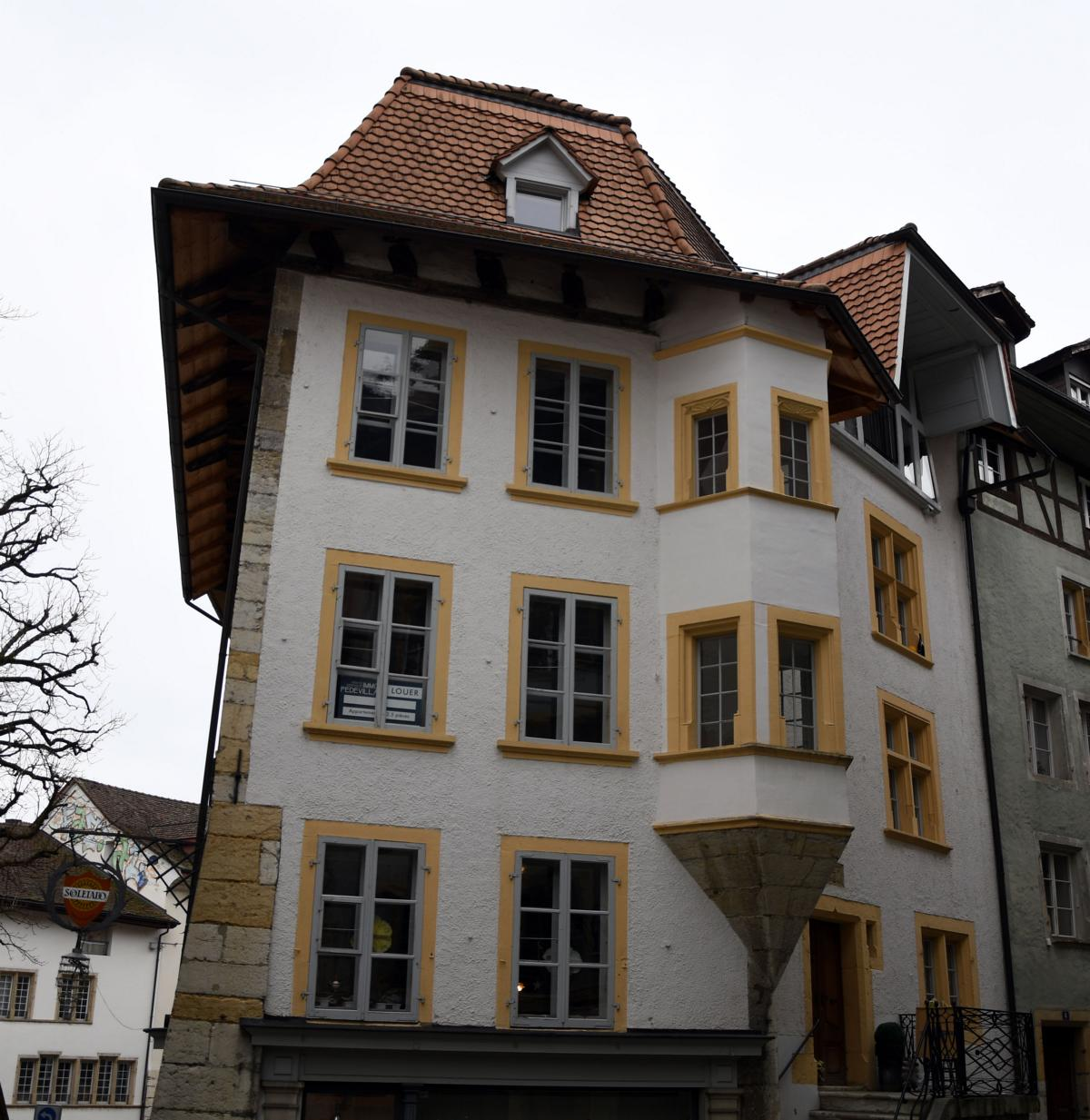
«Sässhaus» der Familie Wildermeth

Die Familie Wildermeth (auch Wildermett) war eine aus Gressoney im Aostatal stammende Krämerfamilie, die sich 1569 in Biel niederliess und in das Stadtregiment aufstieg. Sie zählte zu den bedeutendsten und vermögendsten Familien der Stadt.

## Geschichte
Der Krämer Peter Wildermeth erhielt im November 1569 das Burgerrecht. Sein Sohn Hans († 1624) heiratete die Burgermeisterstochter Margarethe Hugi und liess 1597 das Sässhaus der Familie im Untergässli (heute Nummer 8) erbauen. Hans Heinrich Wildermeth stieg wie sein älterer Bruder Hans Peter ins Regiment auf und wurde 1652 Bieler Grossrat. Er amtierte als Stadthauptmann, Oberamtmann auf dem Tessenberg und Vogt von Ilfingen sowie von 1660 bis zu seinem Tod als fürstbischöflicher Meier. Die Stadt Biel, ein Zugewandter Ort, entsandte ihn 1659 zur Tagsatzung. Einfluss und Vermögenszuwächse beruhten auch auf Heiratsbeziehungen bis ins bernische Patriziat. Mit ihrem Aufstieg «fingierte sie ihre Abstammung» von den Bieler Glasmalern Wildermut.
Das Liederbuch (1740) und der Katechismus (1735) des Pfarrers Johann Conrad Gottfried Wildermett erlangten überregionale Bedeutung.
Von 1733 bis über das Ende des Ancien Régime standen die Wildermeths an der Spitze der Stadt. Mit Jakob (1757–1766), Alexander (1778–1782) und Sigmund (1783–1790) amtierten sie als Venner, 1733 bis 1741 und 1766 bis 1772 waren sie Burgermeister, und als Meier vertraten nach Hans Heinrich (1660–1689), Jakob (1772–1782) und Alexander (1783–1797) den Fürstbischof. Alexander Wildermeth wurde im Februar 1797 von Napoleon Bonaparte als Meier abgesetzt, aber Sigmund Heinrich regierte von 1800 bis 1814 als Maire und schaltete den Rat weitgehend aus.
Alexander Wildermeth empfing die Prinzen Heinrich von Preussen und Edward. Seine Tochter Maria Margaretha wurde Erzieherin Charlottes von Preussen, der späteren Zarin Alexandra Fjodorowna.
Hans Heinrich Wildermeth errichtete 1688 die Familienkiste, die dem Mannesstamm der Wildermeths reserviert blieb. Der preussische Rittmeister Sigmund Heinrich Wildermeth erbaute ab 1838 das «Schlössli» in Pieterlen und stiftete zusammen mit seiner Gattin seinen Nachlass zur Gründung des Kinderspitals Wildermeth.  Bis 1903 errichtet, wird es heute als «Kinderklinik Wildermeth» im Spitalzentrum Biel geführt. Mit seinem Bruder Karls August starb die Familie 1888 im Mannesstamm aus.

## Personen
- Peter Wildermeth († 1587), Krämer, erhält am 3. November 1569 das Burgerrecht
- Hans Wildermeth († 1624), Kaufmann und bernischer Fähnrich
- Hans Peter Wildermeth (1615–1667), Ratsherr, Kaufmann und Leutnant
- Hans Heinrich Wildermeth (1620–1689), Ratsherr, Kaufmann und Meier
- Jakob Wildermeth (1672–1741), Ratsherr und Kaufmann
- Johann Conrad Gottfried Wildermett (1677–1758), Bieler Stadtpfarrer
- Jakob Wildermeth (1715–1786), Ratsherr, Unternehmer und Autor
- Alexander Wildermeth (1737–1800), Ratsherr und Meier
- Sigmund Wildermeth (1737–1790), Offizier in französischen Diensten, Stadtschreiber und Venner
- Maria Margaretha von Wildermeth (1777–1839), Gouvernante von Charlotte von Preussen
- Sigmund Heinrich Wildermeth (1765–1847), Maire, Amtsstatthalter und Gerichtspräsident
- Sigmund Heinrich Wildermeth (1801–1883), Rittmeister der preussischen Gardedragoner, später Privatier

## Belege
1. 1 2  Wildermeth. In: Werner und Marcus Bourquin: Biel. Stadtgeschichtliches Lexikon. Biel 1999, S. 485–487.
2. 1 2  Thomas Schmid: Hans Heinrich Wildermeth. In: Historisches Lexikon der Schweiz. (Stand: 17. Dezember 2012)